# Wing Commander: Privateer
Wing Commander: Privateer è un videogioco della serie di simulatori di volo fantascientifici Wing Commander. Il videogioco come i predecessori è stato sviluppato dall'Origin Systems, è stato immesso sul mercato nel 1993.

## Descrizione
Privateer si differenzia dai predecessori perché non prosegue la trama dei precedenti giochi di Wing Commander ma intraprende un nuovo filone con una trama distaccata dai predecessori, sebbene ne condivida l'universo e alcuni elementi.
Esiste una espansione chiamata Righteous Fire, presentata nel 1994, che aggiunge nuovi equipaggiamenti e continua la trama.
Il giocatore interpreta Grayson Burrows, un privateer cioè una persona in possesso di un'astronave e non legato a nessuna organizzazione. Il personaggio opera nel settore Gemini e, a seconda delle scelte del giocatore può comportarsi da commerciante, da mercenario o da corsaro.  Il giocatore può seguire la trama del gioco ma è libero di continuare a giocare anche dopo aver terminato la trama.